# Adiantum braunii
Adiantum braunii är en kantbräkenväxtart som beskrevs av Georg Heinrich Mettenius och Oskar Kuhn. Adiantum braunii ingår i släktet Adiantum och familjen Pteridaceae. Inga underarter finns listade.